# ヨハネス18世 (ローマ教皇)
ヨハネス18世（Ioannes XVIII、? - 1009年7月18日）はローマ教皇（在位：1004年 - 1009年）。
ローマの聖職者レオの子としてラパニャーノにて生まれる。本名はジョヴァンニ・ファサーノ（Giovanni Fasano）。ラテン語名はヨハネス・ファサヌス（Ioannes Fasanus）。
伝承によれば、教皇在任中はずっと、ローマを支配する一門であるクレスケンティウス一族の首領にしてパトリキウス（貴族階級の軍事指導者）であるヨハネス・クレスケンティウス3世に従属させられていた。この期間はまた、のちに神聖ローマ皇帝となるハインリヒ2世と、自称イタリア王のアルドゥイーノ・ディヴレーア（Arduino d'Ivrea）との間に生じた衝突によって混乱していた時期でもあった。またローマはペスト禍に見舞われ、サラセン人らがティレニア海沿岸を略奪した。
教皇としてヨハネス18世は細かな教会組織の管理に専心した。またスラヴ人への布教活動の前線としてバイエルンの都市バンベルクに司教座を制定した。バンベルク司教座は皇帝ハインリヒ2世にとっても重要なものであった。そしてフルーリー修道院長とサンス司教・オルレアン司教の諍いの裁定もおこなった。
最終的にヨハネス18世は退位してのちローマの修道院に入り、そこですぐに死去した。
「教皇ヨハネス」の番号について、ヨハネス16世が対立教皇であるため、正確にはヨハネス18世は17番目の「教皇ヨハネス」である。しかし当時ヨハネス16世を正統な教皇と見做していたため、16番目の「教皇ヨハネス」はヨハネス17世と称し、ヨハネス18世もこれに続いた。また、14世と15世の間にもう一人の「教皇ヨハネス」がいたという説があり、その伝説の教皇を「16世」とすることがあったことから、一部の歴史学者はこのヨハネス18世を「ヨハネス19世」ないし「ヨハネス18世（19世）」と呼称することがある。